# Manhan járás
Manhan járás (mongol nyelven: Манхан сум) Mongólia Hovd tartományának egyik járása. Területe 4200 km². Népessége kb. 4800 fő.
Székhelye Tögrög (Төгрөг), mely 85 km-re délkeletre fekszik Hovd tartományi székhelytől. Népessége kb. 4800 fő.
A járás területén, 1690 m tengerszint feletti magasságban található barlang (Хойд Цэнхэрийн агуй) falának sziklarajzait mintegy tizenöt-húszezer évesnek tartják. Alekszej Okladnyikov professzor vezetésével tárták fel 1966-ban.